# Belgische kampioenschappen atletiek 1992
In 1992 werden de Belgische kampioenschappen atletiek Alle Categorieën op zaterdag 15 augustus en zondag 16 augustus gehouden in het Heizelstadion te Brussel.

## Uitslagen
| Atleet            | Prestatie | Onderdeel            | Atlete             | Prestatie |
| ----------------- | --------- | -------------------- | ------------------ | --------- |
| Patrick Stevens   | 10,38 s   | 100 m                | Valérie Denis      | 11,80 s   |
| Patrick Stevens   | 20,78 s   | 200 m                | Sylvia Dethier     | 23,59 s   |
| Bart Carlier      | 47,24 s   | 400 m                | Martine Meersman   | 54,48 s   |
| Luc Bernaert      | 1.47,74   | 800 m                | Anneke Matthys     | 2.03,66   |
| Kris Sabbe        | 3.48,59   | 1500 m               | Anja Smolders      | 4.21,1    |
| -                 | -         | 3000 m               | Maria Van Gestel   | 9.25,10   |
| Gino Van Geyte    | 14.04,44  | 5000 m               | -                  | -         |
| Raf Wyns          | 28.47,65  | 10.000 m             | Véronique Collard  | 31.42,53  |
| -                 | -         | 100 m horden         | Sylvia Dethier     | 13,0 s    |
| Huub Grossard     | 13,56 s   | 110 m horden         | -                  | -         |
| Jean-Paul Bruwier | 50,84 s   | 400 m horden         | Ann Maenhout       | 56,0 s    |
| William Van Dijck | 8.37,83   | 3000 m steeplechase  | -                  | -         |
| Dimitri Maenhoudt | 2,17 m    | hoogspringen         | Sabrina De Leeuw   | 1,85 m    |
| Peter Moreels     | 5,25 m    | polsstokhoogspringen | -                  | -         |
| Rudi Vanlancker   | 7,86 m    | verspringen          | Hilde Vervaet      | 6,30 m    |
| Bert Tomme        | 15,28 m   | hink-stap-springen   | Jacqueline Muyls   | 11,84 m   |
| Christophe Dupont | 15,38 m   | kogelstoten          | Greet Meulemeester | 15,47 m   |
| Jordy Beernaert   | 53,06 m   | discuswerpen         | Griet Maes         | 47,52 m   |
| Frank Stockmans   | 67,30 m   | speerwerpen          | Isabelle Vermeiren | 43,94 m   |
| Marnix Verhegghe  | 65,82 m   | hamerslingeren       | -                  | -         |

1889 · 
1890 · 
1891 · 
1892 · 
1893 · 
1894 · 
1895 · 
1896 · 
1897 · 
1898 · 
1899 · 
1900 · 
1901 · 
1902 · 
1903 · 
1904 · 
1905 · 
1906 ·
1907 ·
1908 · 
1909 · 
1910 · 
1911 · 
1912 · 
1913 · 
1914 · 
1919 · 
1920 · 
1921 · 
1922 · 
1923 · 
1924 · 
1925 · 
1926 · 
1927 · 
1928 · 
1929 · 
1930 · 
1931 · 
1932 · 
1933 · 
1934 · 
1935 · 
1936 · 
1937 · 
1938 · 
1939 · 
1940 · 
1941 · 
1942 · 
1943 · 
1944 · 
1945 · 
1946 · 
1947 · 
1948 · 
1949 · 
1950 · 
1951 · 
1952 · 
1953 · 
1954 · 
1955 · 
1956 · 
1957 · 
1958 · 
1959 · 
1960 · 
1961 · 
1962 · 
1963 · 
1964 · 
1965 · 
1966 · 
1967 · 
1968 · 
1969 · 
1970 · 
1971 · 
1972 · 
1973 · 
1974 · 
1975 · 
1976 · 
1977 · 
1978 · 
1979 · 
1980 · 
1981 · 
1982 · 
1983 · 
1984 · 
1985 · 
1986 · 
1987 · 
1988 · 
1989 · 
1990 · 
1991 · 
1992 · 
1993 · 
1994 ·
1995 · 
1996 · 
1997 · 
1998 · 
1999 · 
2000 · 
2001 · 
2002 · 
2003 · 
2004 · 
2005 · 
2006 · 
2007 · 
2008 · 
2009 · 
2010 · 
2011 · 
2012 · 
2013 · 
2014 · 
2015 · 
2016 · 
2017 · 
2018 · 
2019 · 
2020 · 
2021 · 
2022 · 
2023 · 
2024